# Horní Police
Horní Police (deutsch Oberpolitz) ist eine Gemeinde im Okres Česká Lípa in der Region Liberec im Norden Tschechiens. Sie liegt im Tal des Flusses Ploučnice (Polzen) an der Straße von Česká Lípa (Böhmisch Leipa) nach Děčín (Tetschen).

## Geschichte
Ab Mitte des 19. Jahrhunderts gehörte die Gemeinde zum Gerichtsbezirk Böhmisch Leipa bzw. zum Bezirk Böhmisch Leipa.

## Gemeindegliederung
Die Gemeinde Horní Police besteht aus den Ortsteilen Dvorsko (Hofberg), Horní Police (Oberpolitz), Pod Školou und Podlesí (Waldeck). Grundsiedlungseinheiten sind Horní Police, Pod Školou und Podlesí. Zu Horní Police gehören außerdem die Ansiedlungen Bělá (Biela) und Stoupno (Staupen).

## Sehenswürdigkeiten

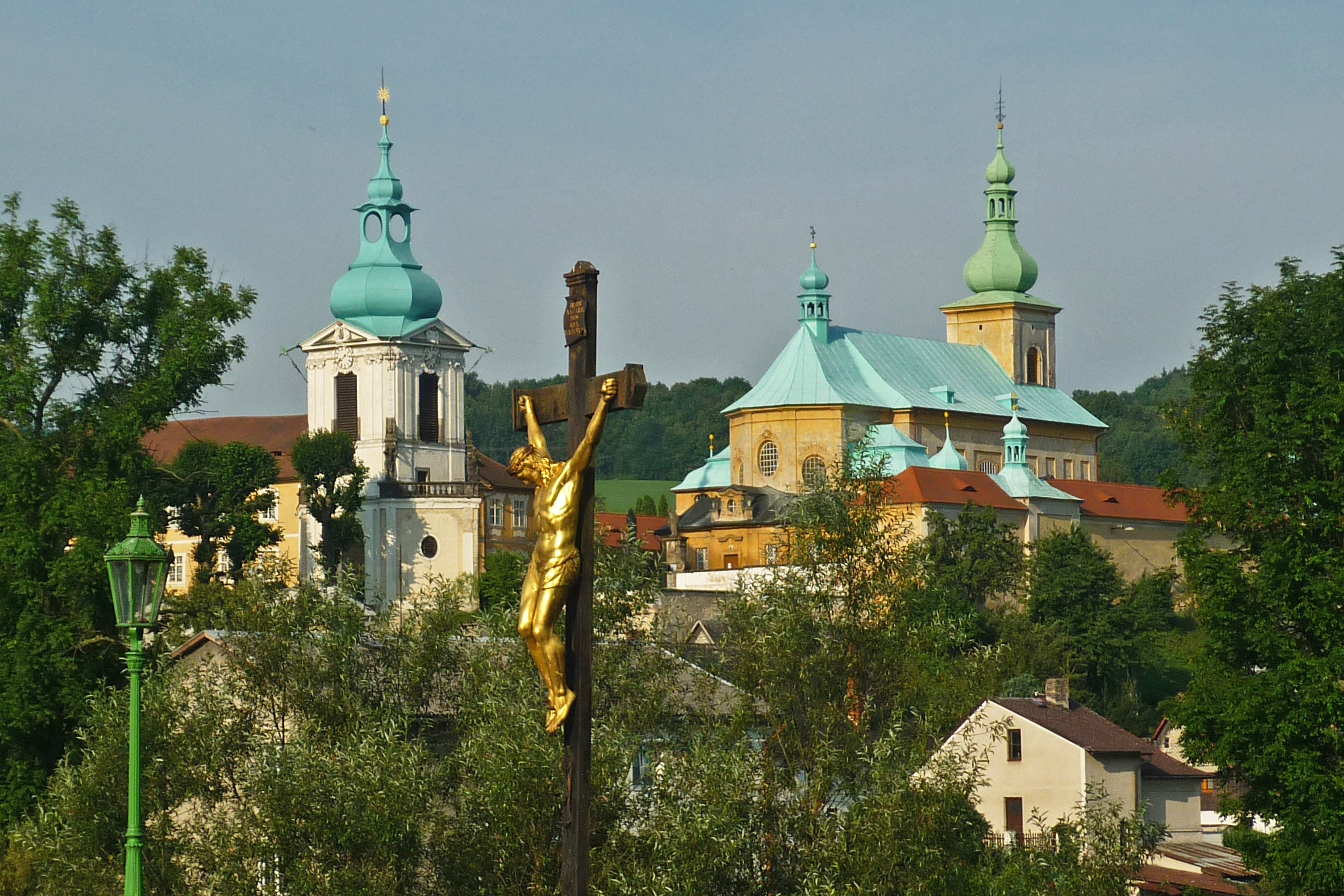
Blick auf die Wallfahrtskirche Mariä Heimsuchung

- Barocke Pfarr- und Wallfahrtskirche „Maria Heimsuchung“, erbaut 1689–1701 von Giulio Broggio. Politz war einst ein bekannter Wallfahrtsort. Zurzeit ist es auch wieder Wallfahrtsort zu Mariä Heimsuchung.
- Schloss Oberpolitz (einst im Besitz von Julius Franz von Sachsen-Lauenburg)
- Die steinerne Brücke über den Polzen (Ploučnice) mit dem Kruzifix aus dem Jahr 1840 ist das Wahrzeichen der Stadt und ist symbolisch auch im Ortswappen dargestellt.

## Persönlichkeiten
- Wenzel Hocke (* 8. Januar 1732 in Neustadtel; † 1. März 1808 in Oberpolitz), genannt Hockewanzel, römisch-katholischer Priester und seit 1779 Erzdechant in Politz. Er galt als Eulenspiegel im Priestergewand und war ein Original, das im deutschböhmischen Raum seinesgleichen sucht.
- Anton Renner (* 5. Januar 1782 in Oberpolitz; † 21. Mai 1838 Leitmeritz), römisch-katholischer Priester und Mitglied des Domkapitels von St. Stephan in Leitmeritz
- Julius Vincenz von Krombholz (* 19. Dezember 1782 in Oberpolitz; † 1. November 1843 in Prag), Mediziner und Mykologe